# Limnophora strigata
Limnophora strigata är en tvåvingeart som först beskrevs av Giglio-tos 1893.  Limnophora strigata ingår i släktet Limnophora och familjen husflugor. Inga underarter finns listade i Catalogue of Life.